# Han Hyun-min
Han Hyun-min (한현민?, 韓炫旻?, Han HyeonminLR, Han HyǒnminMR; Seul, 19 maggio 2001) è un modello sudcoreano.

## Biografia
Han è nato nel 2001 da padre nigeriano e madre sudcoreana dalla famiglia Han di Chungju. È cresciuto nel quartiere di Itaewon di Seul, dove risiedono molti stranieri in Corea del Sud.

### Carriera
Un'agenzia ha scoperto Han tramite il suo profilo Instagram. Organizzarono un incontro in una caffetteria dove gli chiesero di camminare e firmarono sul posto.

## Filmografia

### Cinema
- Special Delivery (특송?), regia di Park Dae-min (2022)

### Televisione
- Gyeryongsunnyeojeon (계룡선녀전?) - serial TV, cameo (2018)
- Radio Star (라디오스타?) – programma TV (2018)
- Happy Together (해피투게더?) – programma TV (2018)
- Cool Kids (요즘애들?) – programma TV (2018)
- Hip Hop King - Nassna Street (힙합왕-나스나?) – serial TV (2019)
- M Countdown (엠 카운트다운엠 카운트다운?) – programma TV (2019-2021)
- So Not Worth It (내일 지구가 망해버렸으면 좋겠어?, Nae-il jiguga manghaebeoryeoss-eumyeon jokess-eoLR) – sitcom (2021)

## Videografia
- 2018 – Kim Bum Soo - I Love You
- 2019 – NIve - Who I Am
- 2021 – Peakboy- Gyopo Hairstyle